# Pierrerue (Alpes da Alta Provença)
Pierrerue é uma comuna francesa na região administrativa da Provença-Alpes-Costa Azul, no departamento dos Alpes da Alta Provença. Estende-se por uma área de 10,9 km².